# Panara jarbas
Panara jarbas är en fjärilsart som beskrevs av Dru Drury 1782. Panara jarbas ingår i släktet Panara och familjen Riodinidae. Inga underarter finns listade i Catalogue of Life.

## Bildgalleri

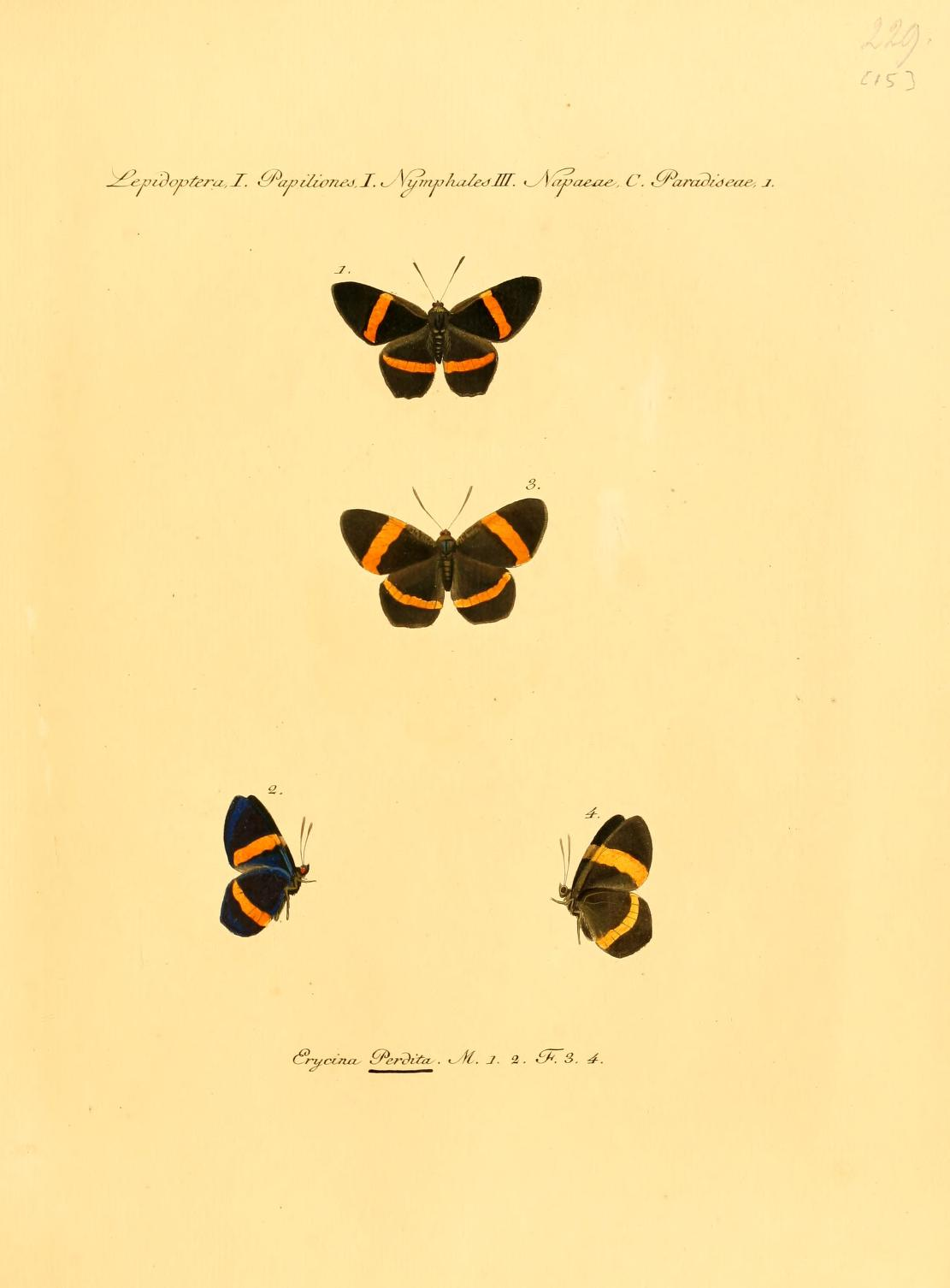